# Депутаты мажилиса парламента Казахстана
Список депутатов Мажилиса Парламента Республики Казахстан
1. Список депутатов Мажилиса Парламента Казахстана I созыва
2. Список депутатов Мажилиса Парламента Казахстана II созыва
3. Список депутатов Мажилиса Парламента Казахстана III созыва
4. Список депутатов Мажилиса Парламента Казахстана IV созыва
5. Список депутатов Мажилиса Парламента Казахстана V созыва
6. Список депутатов Мажилиса Парламента Казахстана VI созыва
7. Список депутатов Мажилиса Парламента Казахстана VII созыва
8. Список депутатов Мажилиса Парламента Казахстана VIII созыва